# Городские головы Москвы

Городской голова Москвы — выборная должность в Российской империи, глава исполнительного органа (городской управы) Московского городского общественного управления. 
Должность учреждена императрицей Екатериной II в 1767 году. Городской голова избирался сроком на три года, утверждался в должности губернатором. В соответствии с городскими положениями 1862 и 1870 годов, избирался уже на 4 года и утверждался императором. Городской голова был подведомствен генерал-губернатору. Он вёл заседания Московской городской думы, осуществлял контроль исполнения её решений. Являлся ответственным редактором журнала «Известия Московской городской думы». Должность городского головы была упразднена в 1917 году вместе с городской думой.

## Список городских голов Москвы
| Изображение | Фамилия, Имя Отчество                     | Период пребывания в должности           |
| ----------- | ----------------------------------------- | --------------------------------------- |
|             | Мещанинов, Демид Демидович                | 6 октября 1782 — 15 января 1786         |
|             | Ситников, Семён Дмитриевич                | 15 января 1786—1789                     |
|             | Емельянов, Егор Емельянович (и. о.)       | 1789                                    |
|             | Губин, Михаил Павлович                    | 1789 — 1792                             |
|             | Долгов, Афанасий Иванович                 | 1792 — 1795                             |
|             | Жигарев, Василий Яковлевич                | 1795 — 1798                             |
|             | Емельянов, Владимир Егорович              | январь 1798 — 4 апреля 1799             |
|             | Губин, Михаил Павлович                    | март 1802 — декабрь 1803                |
|             | Фалеев, Дмитрий Фёдорович                 | декабрь 1803 — декабрь 1806             |
|             | Кирьяков, Григорий Авраамович             | до 30 июля 1807 — после мая 1810        |
|             | Насонов, Иван Степанович                  | январь 1810 — 21 июля 1811              |
|             | Куманин, Алексей Алексеевич               | 21 июля 1811 — март 1813                |
|             | Находкин, Пётр Иванович                   | сентябрь — начало октября 1812          |
|             | Шелапутин П. Д. (и. о.)                   | октябрь (?) 1812 — после 21 января 1813 |
|             | Кожевников, Фёдор Иванович                | март 1813 — 12 сентября 1814            |
|             | Титов, Михаил Иванович                    | 1814 — 1819                             |
|             | Савельев, Андрей Яковлевич                | 23 января 1819 — 13 декабря 1821        |
|             | Попов, Алексей Гаврилович                 | 13 декабря 1821 — 20 декабря 1824       |
|             | Куманин, Константин Алексеевич            | 20 декабря 1824—1828                    |
|             | Мазурин, Алексей Алексеевич               | 1 января 1828 — 31 декабря 1831         |
|             | Ярцов, Иван Матвеевич                     | 17 января 1831—1834                     |
|             | Колесов, Иван Алексеевич                  | 7 февраля 1834—1837                     |
|             | Куманин, Валентин Алексеевич              | 1 января 1837—1840                      |
|             | Алексеев, Александр Васильевич            | январь 1840 — 2 октября 1841            |
|             | Шапошников, Кондратий Карпович            | октябрь 1841—1843                       |
|             | Шестов, Андрей Петрович                   | 1843 — 1845                             |
|             | Лепёшкин, Семён Логинович                 | 1846 — 1849                             |
|             | Кирьяков, Клавдий Афанасьевич             | 1 января 1849 — 10 августа 1849         |
|             | Щёкин, Илья Афанасьевич                   | 1849 — 31 декабря 1851                  |
|             | Куманин, Пётр Иванович                    | 26 ноября 1851 — 10 декабря 1851        |
|             | Кукин, Кирилл Афанасьевич                 | январь 1852 года — 1855 год             |
|             | Гучков, Ефим Фёдорович                    | ноябрь 1858 — 29 сентября 1859          |
|             | Ширяев, Сергей Дмитриевич                 | 27 октября 1859 — 1861                  |
|             | Королёв, Михаил Леонтьевич                | 1 января 1861 — 10 апреля 1863          |
|             | Щербатов, Александр Алексеевич            | 10 апреля 1863 года — 18 февраля 1869   |
|             | Черкасский, Владимир Александрович        | 4 апреля 1869 — 13 марта 1871           |
|             | Лямин, Иван Артемьевич                    | 13 марта 1871 — 19 марта 1873           |
|             | Ладыженский, Сергей Александрович (и. о.) | 19 марта 1873 — 16 октября 1873         |
|             | Шумахер, Даниил Данилович                 | 16 октября 1873 — 16 апреля 1876        |
|             | Ладыженский, Сергей Александрович (и. о.) | 16 апреля 1876 — 7 января 1877          |
|             | Третьяков, Сергей Михайлович              | 7 января 1877 — 5 декабря 1881          |
|             | Чичерин, Борис Николаевич                 | 22 декабря 1881 — 11 августа 1883       |
|             | Ушаков, Михаил Фёдорович (и. о.)          | 11 августа 1883 — 9 апреля 1885         |
|             | Тарасов, Степан Алексеевич                | 28 марта 1885 — 19 сентября 1885        |
|             | Ушаков, Михаил Фёдорович (и. о.)          | 23 октября 1885 — 9 ноября 1885         |
|             | Алексеев, Николай Александрович           | 9 ноября 1885 — 11 марта 1893           |
|             | Ушаков, Михаил Фёдорович (и. о.)          | 11 марта 1893 — 13 апреля 1893          |
|             | Рукавишников, Константин Васильевич       | 13 апреля 1893 — 19 апреля 1897         |
|             | Голицын, Владимир Михайлович              | 19 апреля 1897 — 25 октября 1905        |
|             | Гучков, Николай Иванович                  | 17 ноября 1905 — 18 декабря 1912        |
|             | Брянский, Виктор Диодорович               | 19 декабря 1912 — ноябрь 1914           |
|             | Челноков, Михаил Васильевич               | 29 сентября 1914 — 28 марта 1917        |
|             | Астров, Николай Иванович                  | март - июнь 1917                        |